# Joyce Bloem
Joyce Margaret Bloem (Heerlen, 12 januari 1951 – Tuil, 22 mei 2017) was een Nederlands beeldhouwer, graficus, keramist, schilder en dichter.

## Leven en werk
Bloem is een dochter van Nederlands-Indische ouders, die zich in 1950 in Nederland vestigden, en een zus van de schrijfster Marion Bloem. Ze studeerde aan de Academie voor Beeldende Vorming in Tilburg (1975-1979) en het Keramisch Werkcentrum in Heusden (1982-1983). Ze was als docent verbonden aan de Tilburgse Academie (1988-2003) en was gastdocent aan de Hogeschool voor de Kunsten Utrecht (1999-2005). Daarnaast was ze onder meer lid van de kunstcommissie gemeente Maasdriel (1993-1997), van de aankoopcommissie S.B.K. Utrecht (1996-1999) en van het bestuur van S.B.K. Gelderland (2000-2002). 
Haar Indische achtergrond en verhalen uit andere culturen verweefde ze tot een soort eigen mythologie als basis voor haar werken. Ze schreef gedichten, maakte onder meer keramische beelden en hield zich bezig met land art. In 2006 maakte ze samen met haar zus Marion het landartproject Sawah Belanda in het park Sacre Coeur in Arnhem, ter herinnering aan de vertelcultuur van de Indische Nederlanders.

### Tour de Waal
Mede op haar initiatief hielden op Bevrijdingsdag 5 mei 2014, zowel aan de noord- als de zuidoever van de Waal, dorpsbewoners een oranje lint van zeven kilometer lang vast, volgeschreven met hun vredeswensen. Het scheepvaartverkeer op de Waal werd op die dag stil gelegd om de oranje linten midden op de rivier te verbinden. Zo ontstond vanuit de lucht gezien de letter V en daarmee het 'Beeld van Oranje Linten'. Het was de aanzet tot een jaarlijks Bevrijdingsdagfestival aan de Waal, de uiteindelijke 'Tour de Waal'.
Joyce Bloem overleed in 2017 na een ziekbed op 66-jarige leeftijd.

## Enkele werken

### Kunstwerken
- Subadra en Arjuna (1984) in Barneveld
- Tjinta Kamu (1985) in Dordrecht
- Indiëmonument (2007) in Nijmegen
- Rumah Bunga (2013) in Land Art Delft
- Grenspaal (1990) in Doorn bij Huis Doorn
- Sawah Belanda (2006) in Park Sacre Coeur in Arnhem

### Gedichtenbundels
- Telkens verdwijn ik door te branden (1988)
- Een onmogelijk personage (1990)
- Zonnedauw (2009)

## Afbeeldingen

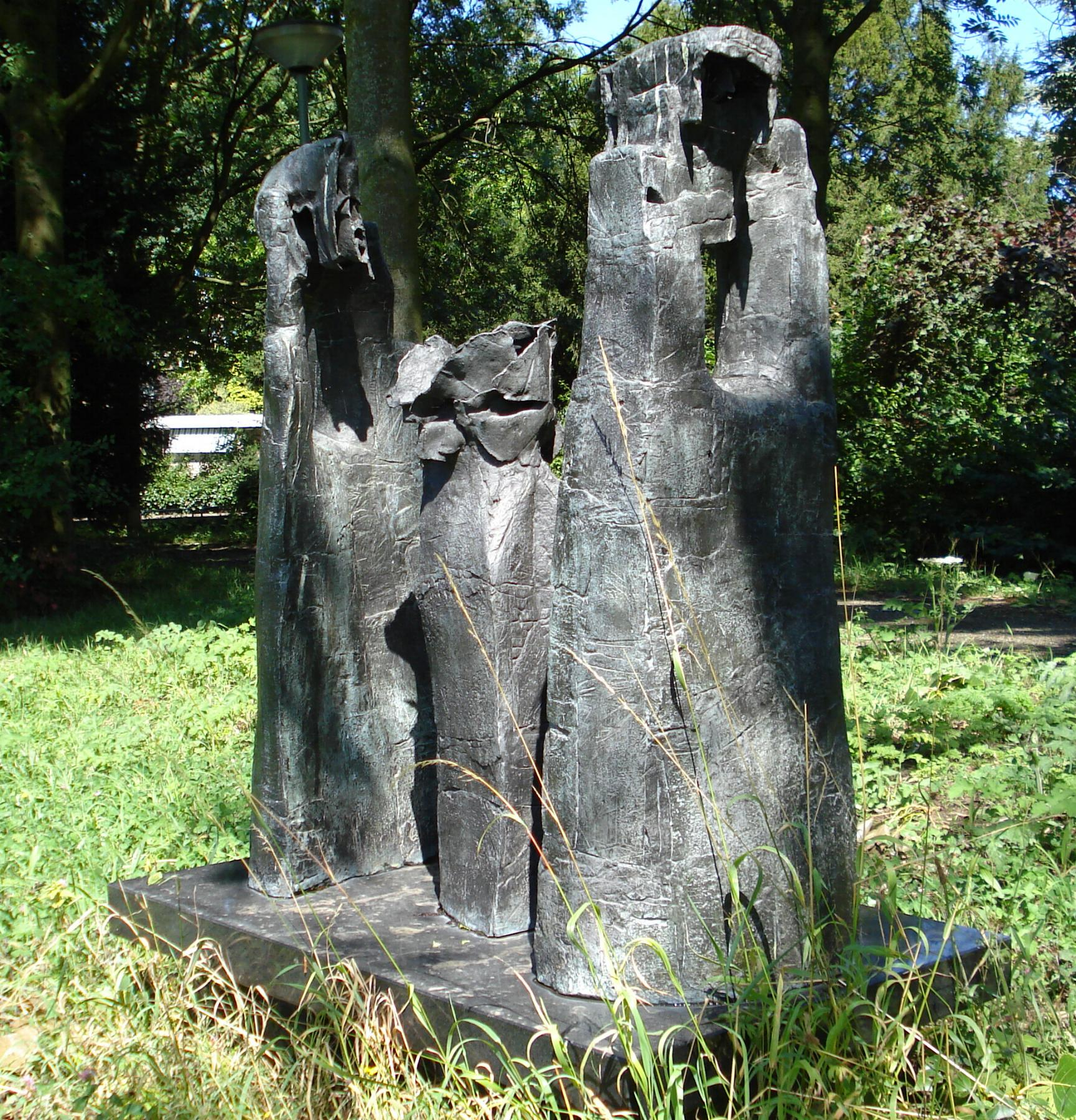
Tjinta Kamu, Dordrecht (1985)
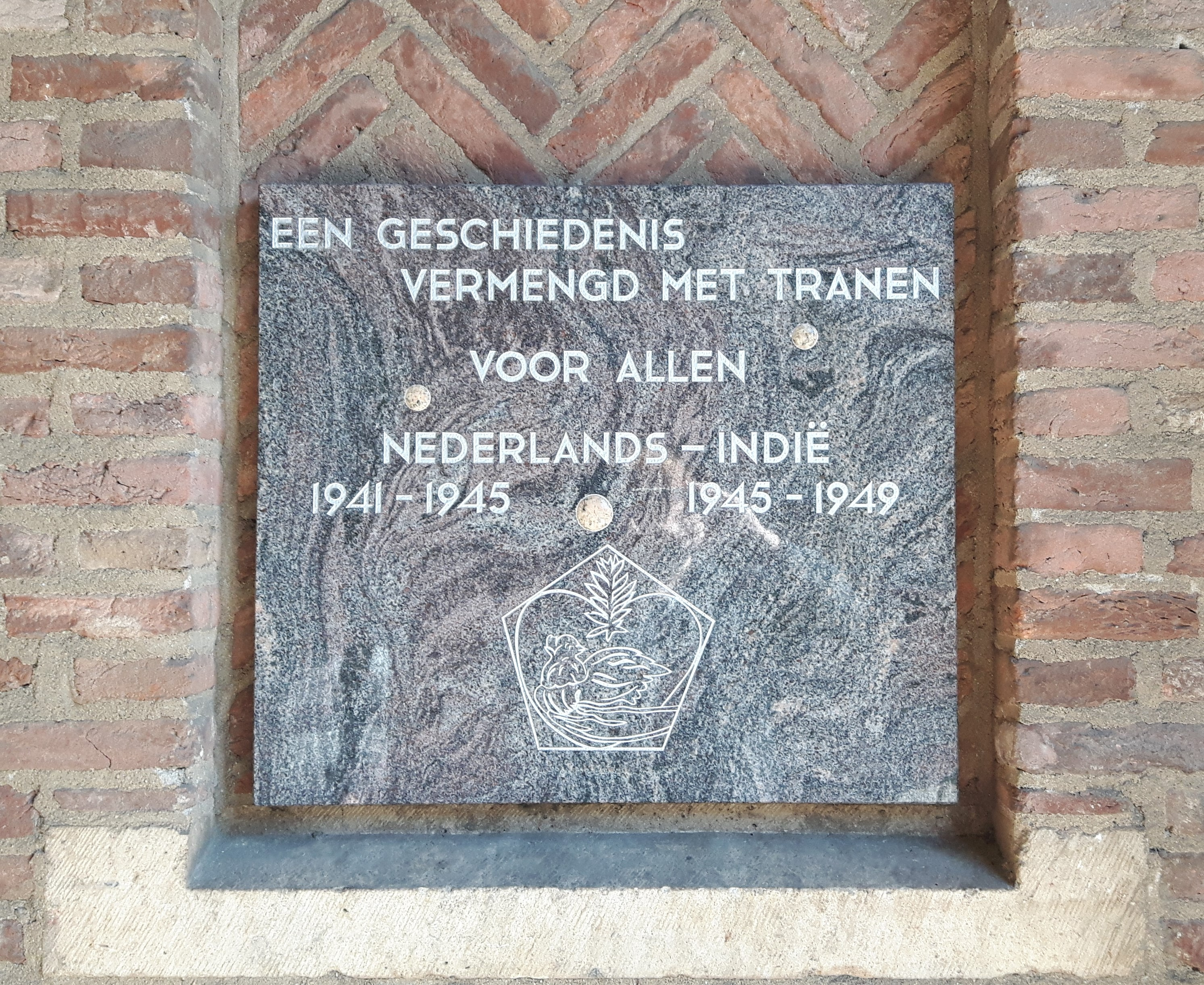
Indiëmonument, Nijmegen (2007)
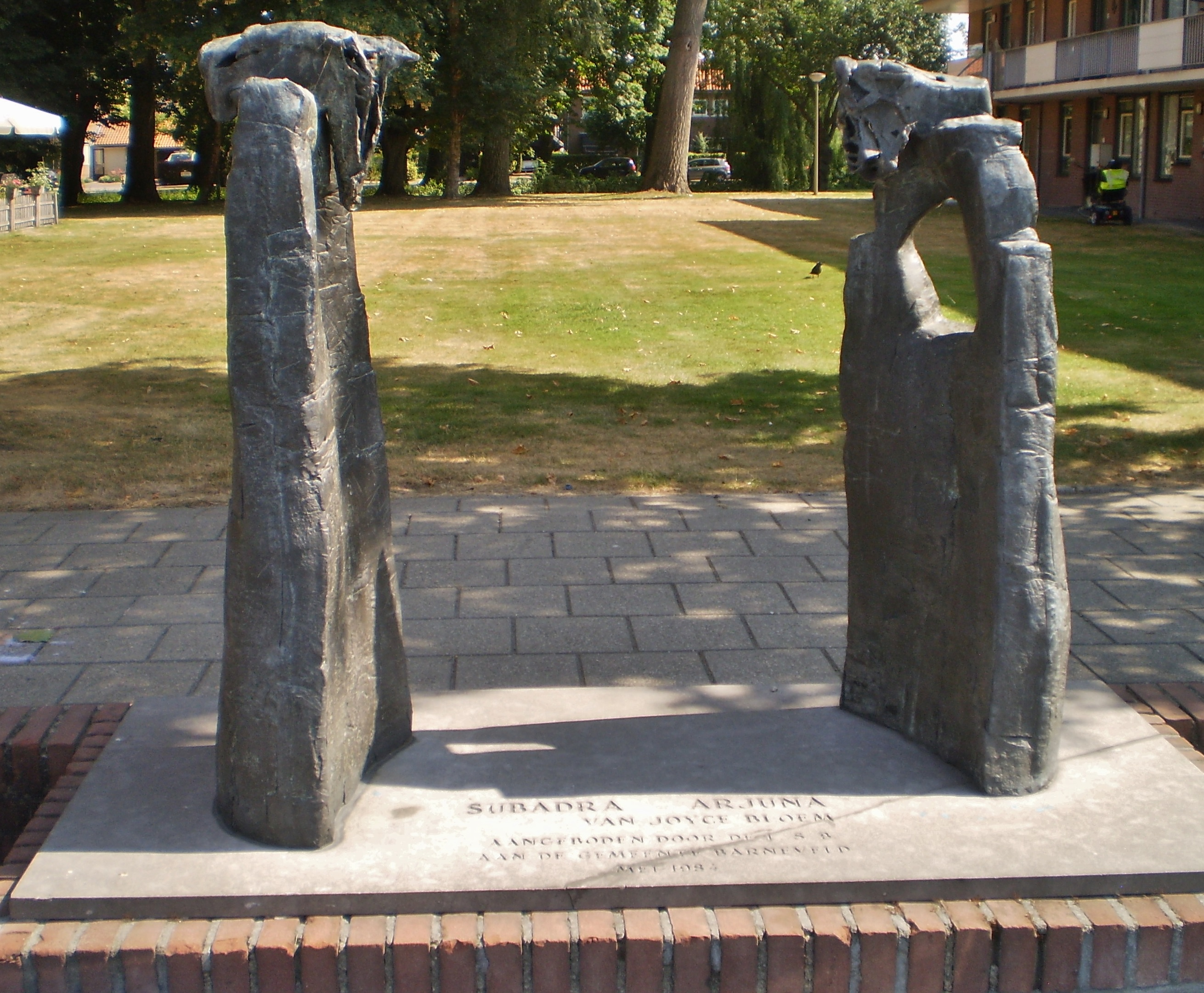
Twee bronzen beelden, Barneveld (1984)
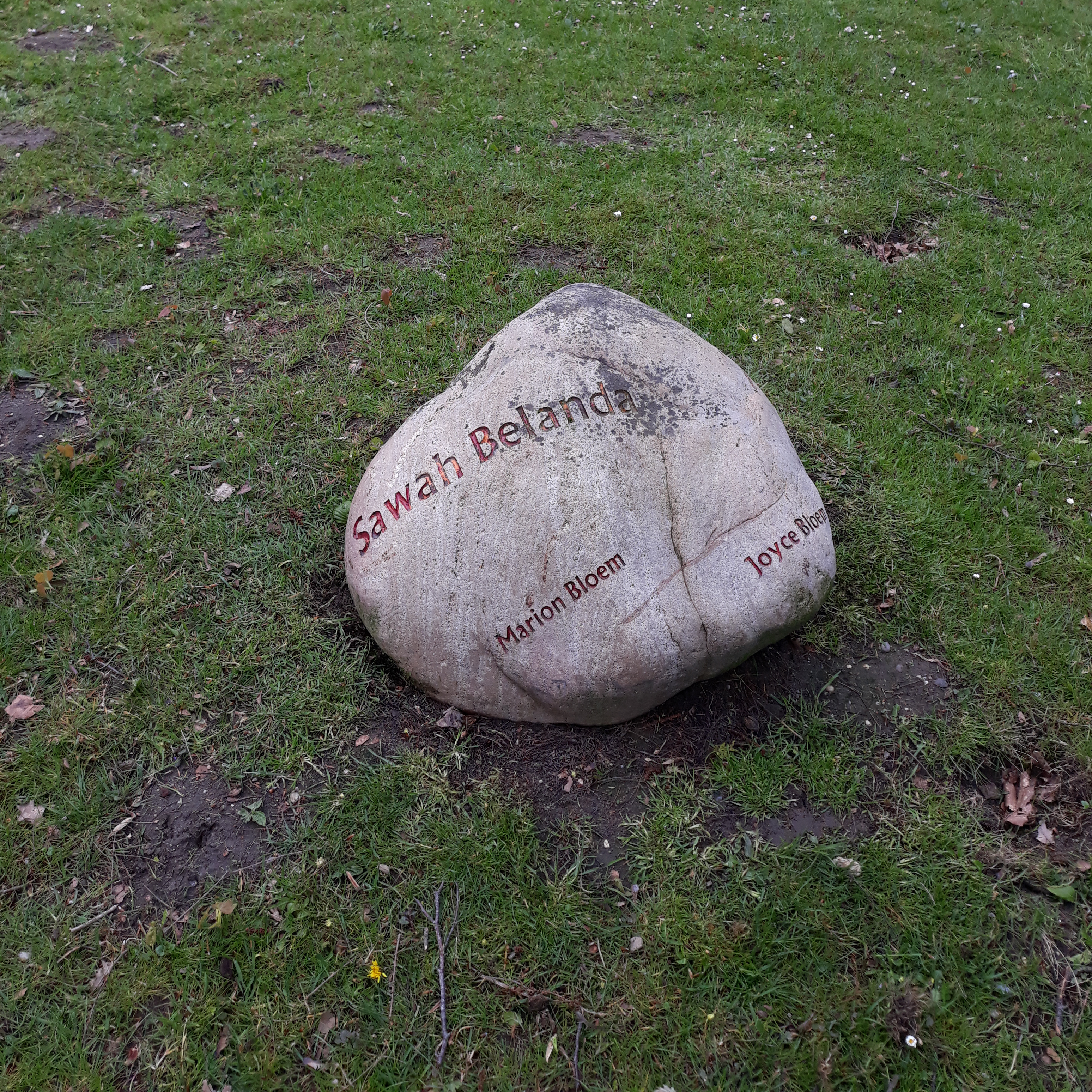
Steen bij start rondwandeling Sawah Belanda (2006)
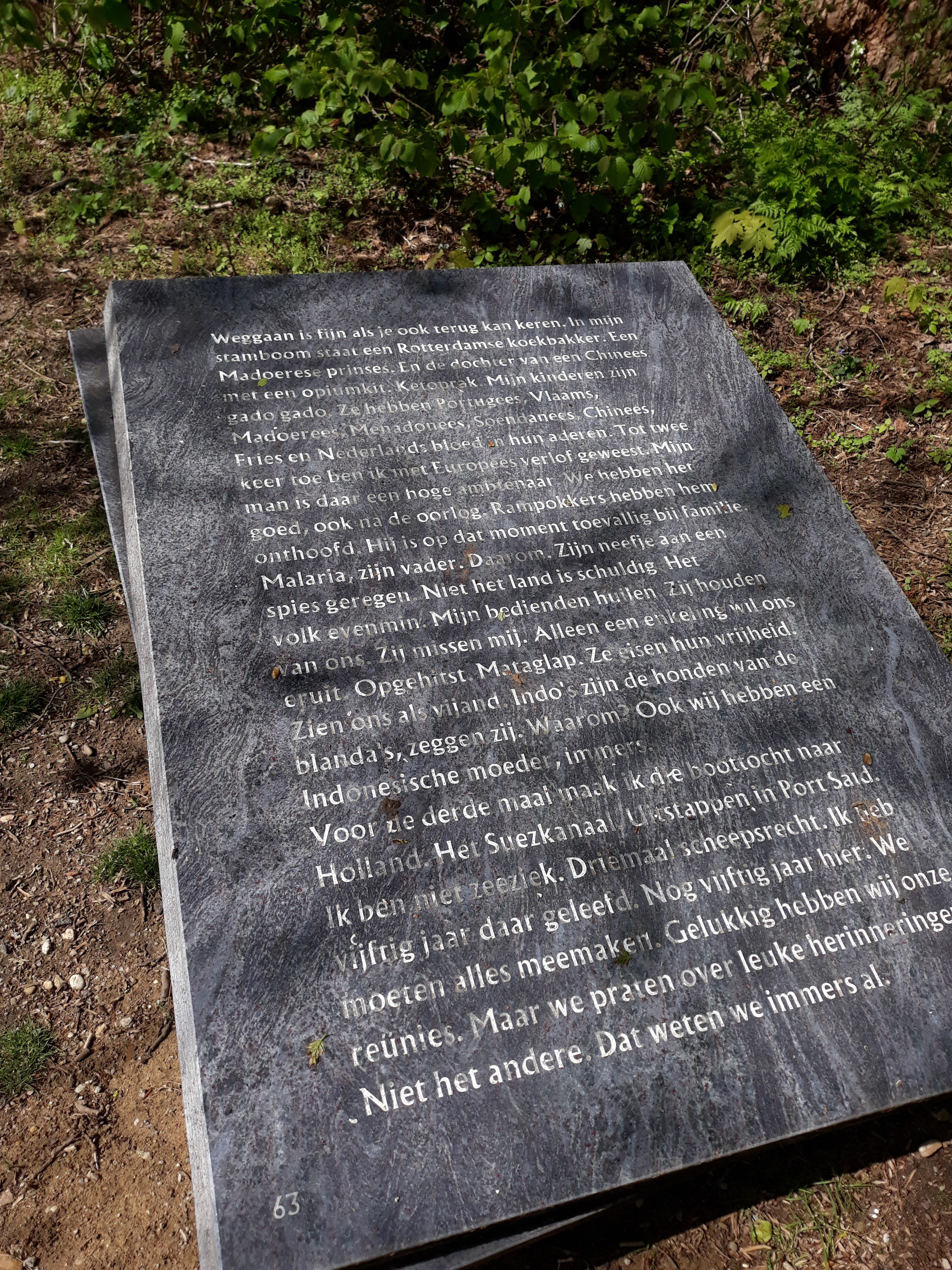
Sawah Belanda - een van de teksten (2006)

- Gemeinsame Normdatei: 1060472678
- International Standard Name Identifier: 0000 0000 5420 2960
- Library of Congress Control Number: no2008073215
- Nederlandse Thesaurus van Auteursnamen: 075242249
- RKD-Nederlands Instituut voor Kunstgeschiedenis: 9108
- Union List of Artist Names: 500768115
- Virtual International Authority File: 19489533
- WorldCat: E39PBJppwyjB9vWyb9hyKqbTpP